# Frontera entre Croàcia i Bòsnia i Hercegovina
La frontera entre Bòsnia i Hercegovina i Croàcia es la frontera internacional terrestre entre Croàcia, estat integrat a la Unió Europea des de l'1 de juliol de 2013, i Bòsnia i Hercegovina. És una de les fronteres exteriors de la Unió Europea.

## Traçat
El traçat comença al trifini entre ambdós estats i Sèrbia sobre el riu Sava prop de Vršani. Segueix el curs del riu fins a Jasenovac, des d'on continua pel riu Una fins a Novi Grad; aleshores abandona el curs del riu per reprendre'l vora Bihać. Des de la ciutat de Martin Brod continua per un camí de turons poc poblat, quasi paral·lelament al mar, fins a apropar-se al mar Adriàtic entre Klek i Neum. Després de 20 km de costa, reprèn el recorregut fins al trifini amb Montenegro.
Està dividida en dos trams: un de més de 830 kilòmetres en direcció sud-oest-nord (al nord de Neum), que s'estén com una línia paral·lela al mar Adriàtic seguint el riu Sava i travessant vuit comtats croats, i un altre de més de 100 kilòmetres al sud de Neum, on el comtat de Dubrovnik-Neretva separa Bòsnia del litoral adriàtic.

## Història
La frontera ja existia des dels dies de la República de Venècia, que en 1699, sota la Tractat de Karlowitz va expandir a costa de l'Imperi Otomà les seves possessions a Dalmàcia. En 1797 Venècia va ser annexada a l'Imperi Austríac. En el període 1809-1813 les terres venecianes eren part de França, i després van formar part de les Províncies Il·líriques per tornar de nou sota el domini austríac. Durant el període de l'Imperi Austrohongarès, la part hongaresa del Regne de Croàcia-Eslavònia i la Dalmàcia limitaren amb la regió otomana de Bòsnia. Després de la nova annexió de Bòsnia i Hercegovina a Àustria, la frontera va establir el perfil que roman fins avui, encara que en el període d'entreguerres va ser parcialment modificat. En els anys 1946-1991 va ser una frontera interna a la República Federal Socialista de Iugoslàvia. Des de 1991 és una altra vegada una frontera entre dos estats independents, després de les declaracions d'independència de Bòsnia i Hercegovina i de Croàcia. La frontera es va confirmar a 1995 amb l'acord de Dayton.